# Lough Golagh and Breesy Hill SAC
Lough Golagh and Breesy Hill SAC este o arie protejată (arie specială de conservare — SAC, sit de importanță comunitară — SCI) din Irlanda întinsă pe o suprafață de 785,91 ha, integral pe uscat.

## Localizare
Centrul sitului Lough Golagh and Breesy Hill SAC este situat la coordonatele 54°31′41″N 8°03′12″W / 54.528036°N 8.053439°V.

## Înființare
Situl Lough Golagh and Breesy Hill SAC a fost declarat sit de importanță comunitară în august 1997 pentru a proteja 2 specii de animale. Situl a fost protejat și ca arie specială de conservare în decembrie 2021.

## Biodiversitate
Situată în ecoregiunea atlantică, aria protejată conține 1 habitat natural: Turbării de acoperire (* exclusiv pentru turbării active).
La baza desemnării sitului se află mai multe specii protejate de  păsări (2): pescăruș râzător (Larus ridibundus), chiră de baltă (Sterna hirundo).
Pe lângă speciile protejate, pe teritoriul sitului au mai fost identificate 1 specie de păsări, 1 specie de amfibieni, 1 specie de mamifere.